# Tufashen
Tufashen là một đô thị thuộc tỉnh Shirak, Armenia. Dân số ước tính năm 2011 là 521 người.